# ホテル日航奈良
ホテル日航奈良（ホテルにっこうなら）は、奈良県奈良市のJR奈良駅前にあるホテルである。

## 概要
三井不動産ホテルマネジメントが運営する三井ガーデンホテル奈良として、1998年4月1日にJR奈良駅西口に奈良市が建設した再開発ビルに開業した。2005年7月1日にオークラニッコーホテルマネジメントより商標権の貸与や運営面での協力を得て、ホテル日航奈良としてリニューアルオープンした。総客室数330室と、奈良市内では最大級のホテルである。設計はアルド・ロッシ。

## 交通アクセス

### 電車
- 西日本旅客鉄道（JR西日本）奈良駅西口直結。